# Helmut Rauber

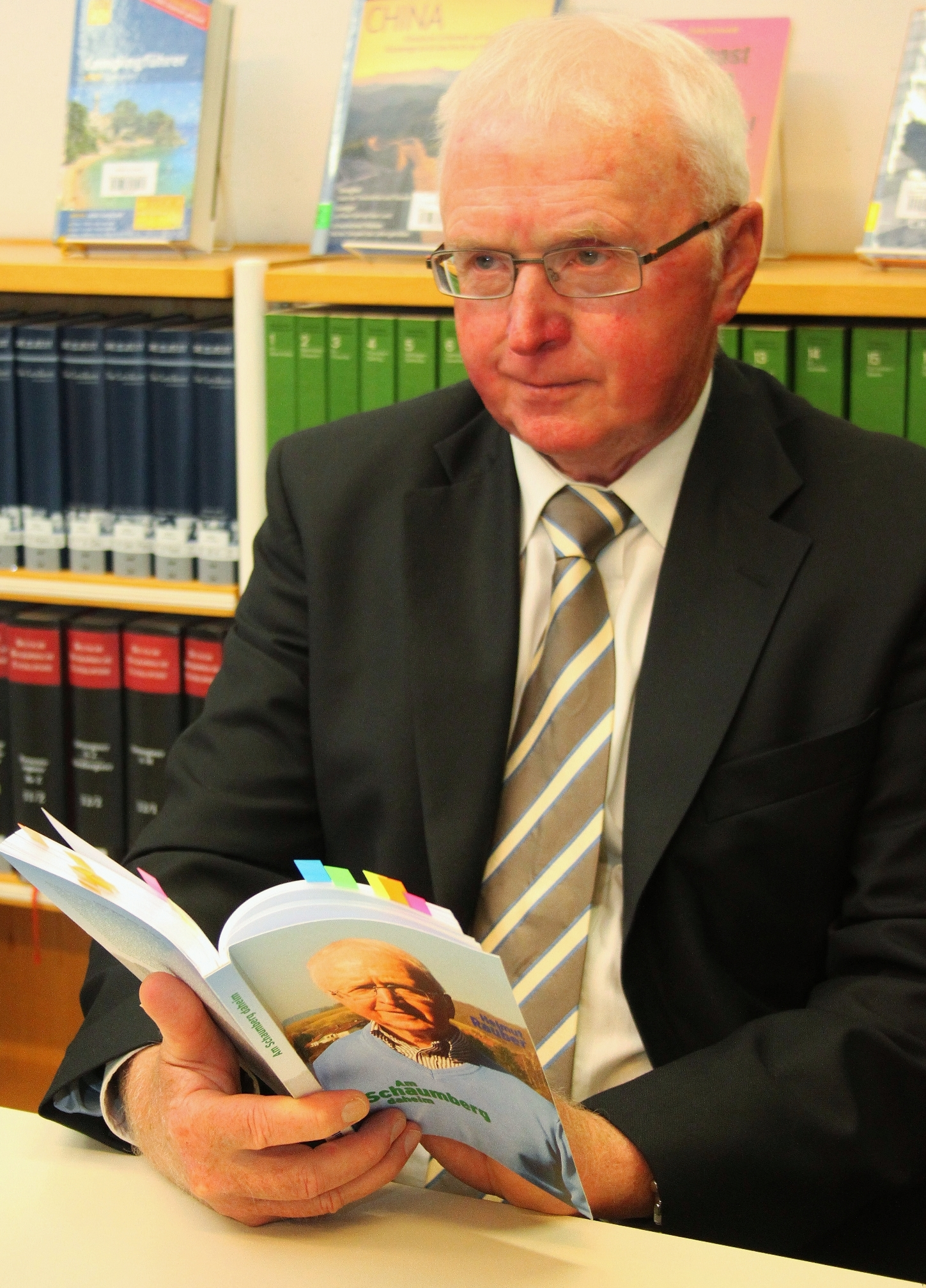
Helmut Rauber im April 2012 bei der Vorstellung seines neuen Buches

Helmut Rauber (* 24. Februar 1945 in Bergweiler) war vom 10. November 1994 bis zur Bundestagswahl 2005 für drei Wahlperioden Mitglied des Deutschen Bundestages. Er wurde über die Landesliste der Christlich Demokratischen Union Deutschlands (CDU) im Saarland gewählt.

## Leben
Rauber wurde 1945 als Sohn eines Kaufmanns geboren und machte nach der Schule eine Lehre als Elektriker. Auf dem Zweiten Bildungsweg machte er sein Abitur nach und begann ein Studium. Im Jahr 1966 schloss er dieses als Wirtschaftsingenieur ab und wurde anschließend Soldat bei der Bundeswehr. Während dieser Zeit studierte er an der Ludwig-Maximilians-Universität München und Mannheim Betriebswirtschaftslehre und Politikwissenschaft. Er wurde Diplom-Kaufmann und blieb noch bis 1980 bei der Bundeswehr, wo er zuletzt Hauptmann und Kompaniechef war. Im Anschluss zog er in den Landtag des Saarlandes ein. Im November 1996 wurde er zum Präsidenten des Verbandes der Reservisten der Deutschen Bundeswehr ernannt. Im Rahmen von Reservedienstleistungen wurde er zum Oberstleutnant der Reserve ernannt.

## Politik
Rauber wurde 1962 Mitglied der Jungen Union und war auch in deren Landesvorstand aktiv. Im Jahr 1972 trat er der CDU bei, für die er zwei Jahre später Mitglied des Gemeinderates in Tholey wurde. Von 1980 bis 1994 war er Abgeordneter des saarländischen Landtages, dort war er ab 1990 stellvertretender Vorsitzender der CDU-Fraktion.
Bei den Bundestagswahlen 1994 und 1998 wurde er jeweils über die Landesliste der saarländischen CDU in den Deutschen Bundestag gewählt. Bereits 1994 war er ordentliches Mitglied im Verteidigungsausschuss und stellvertretendes Mitglied im Ausschuss für Bildung, Wissenschaft und Forschung.
In seiner zweiten Legislaturperiode wurde er ordentliches Mitglied im Gemeinsamen Ausschuss. Er war zudem stellvertretendes Mitglied der Deutschen Delegation in der Parlamentarischen Versammlung der OSZE. Seine Positionen behielt er auch noch in der fünfzehnten Legislaturperiode, seiner dritten und letzten, bei. Nach der Bundestagswahl 2005 schied Rauber aus dem Bundestag aus.

## Ehrungen
Rauber wurde am 24. Januar 1995 mit dem Saarländischen Verdienstorden ausgezeichnet.

## Werke
- Über den Schaumberg hinaus. Episoden & Anekdoten. Tholey-Hasborn 2008.
- Am Schaumberg daheim. 2012